# La Tour-sur-Orb
La Tour-sur-Orb (en occitano, La Torre d'Òrb) es una comuna francesa situada en el departamento de Hérault, en la región de Occitania.

## Demografía
| 901 | 758 | 812 | 1031 | 1039 | 1050 | 1271 | 1279 |
| Para los censos de 1962 a 1999 la población legal corresponde a la población sin duplicidades (Fuente: INSEE [Consultar]) |     |     |      |      |      |      |      |

## Imágenes
|  |  |